# Грядовица
Грядовица — река в России, протекает в Юрьянском и Орловском районах Кировской области. Устье реки находится в 20 км по левому берегу реки Великая. Длина реки составляет 31 км, площадь водосборного бассейна 188 км².
Исток реки в лесу северо-западнее деревни Ложкари (Загарское сельское поселение) в 22 км к юго-востоку от посёлка Юрья. Река течёт на юго-запад, русло крайне извилистое. В среднем течении на реке стоит село Монастырское (Подгорцевское сельское поселение), других населённых пунктов на реке нет. Притоки — Фомица (правый); Талица (левый). Почти всё течение проходит по территории Юрьянского района, в низовьях река образует его границу с Орловским районом. Впадает в Великую в трёх километрах к северо-востоку от села Чудиново (центр Чудиновского сельского поселения).

## Данные водного реестра
По данным государственного водного реестра России относится к Камскому бассейновому округу, водохозяйственный участок реки — Вятка от города Киров до города Котельнич, речной подбассейн реки — Вятка. Речной бассейн реки — Кама.
Код объекта в государственном водном реестре — 10010300312111100034532.